# Dervorguila de Galloway
Dervorguila de Galloway (Galloway, 1218 – Kempston, 28 de janeiro de 1290) foi uma nobre e herdeira escocesa. Ela foi senhora de Balliol como esposa de João I de Balliol, e mãe do rei João da Escócia. Junto ao marido, fundou Balliol College parte da Universidade de Oxford, na Inglaterra, além de ter fundado a Abadia de Sweetheart (ou "Doce Coração") em Dumfries e Galloway, onde foi enterrada ao lado do marido, junto a uma urna que carregava o coração embalsamado do amado. O seu legado também está presente numa biblioteca pública, numa ponte e numa cratera planetária que levam o seu nome.

## Nome
O nome Dervorguila é uma versão em latim do nome gaélico Dearbhfhorghaill, também escrito Derborgaill ou Dearbhorghil, que significa "Filha do Juramento."
Uma cratera proeminente no planeta Vênus foi oficialmente chamada de Dervorguilla, após intercessão por parte dos membros de Balliol College, no ano de 1992.

## Família e Ancestrais
Dervorguila era umas das filhas de Alano, Senhor de Galloway e Condestável da Escócia de 1200 a 1234, e de sua terceira esposa, Margarida de Huntingdon.
Os seus avós paternos eram Rolando, Senhor de Galloway e Helena de Morville. Os seus avós maternos eram David, Conde de Huntingdon e Matilde de Chester. O conde de Huntingdon era o filho mais novo do rei David I da Escócia e de sua esposa, Matilde, Condessa de Huntingdon, e portanto irmão de dois reis da Escócia: Malcolm IV e Guilherme, o Leão.
Através do trisavó paterno, Gospatrício, era descendente de Utred de Bamburgh, e de sua terceira esposa, Elgiva, filha de Etelredo II de Inglaterra. Uma versão fictícia desse Utred aparece na série de televisão, The Last Kingdom. Já através da trisavó materna, Margarida de Wessex, era descendente do Eduardo, o Exilado, neto de Etelredo II, que por sua vez era descendente de Alredo, o Grande. Ainda pela linhagem materna, descendia do rei Henrique I de Inglaterra através de Matilde de Gloucester, filha de um dos filhos ilegítimos do rei que era Roberto, 1.º Conde de Gloucester, que apoiou a meia-irmã, a imperatriz Matilde na luta pelo trono durante a Anarquia.
Sua tia materna, Isabel de Huntingdon, era a avó paterna de Roberto I da Escócia, o primeiro rei da Casa de Bruce. Sua tia paterna, também chamada de Dervorguila, era herdeira de Whissendine, e esposa de Nicolas II de Stuteville, com quem teve uma filha, Joana de Stuteville.
Dervorguila tinha uma irmã integral, Cristiana, esposa de Guilherme de Forz.
Sua meia-irmã mais velha do primeiro casamento de Alano com uma filha de Rogério de Lacy, Condestável do Castelo de Chester era Helena, esposa de Rogério de Quincy, 2.º Conde de Winchester, Condestável da Escócia de 1234 a 1265. Ela tinha outra meia-irmã, cujo nome não foi registrado para a posterioridade, que era filha do primeiro casamento do pai com a nobre da família de Lacy, ou então, de sua segunda esposa, também de nome desconhecido, cujo pai era Reginaldo, Senhor das Ilhas.
Os seus dois irmãos mais velhos talvez fossem seus irmãos integrais ou meio-irmãos, que podiam ser tanto do primeiro quanto do segundo casamento de Alano, ou também de Margarida de Huntingdon, que eram: Valter, que provavelmente morreu antes do pai, e Tomás, cujo nome aparece num documento junto aos das irmãs, como herdeiro do pai, onde é registrado que ele foi sucedido pelas irmãs após sua morte sem descendência. Tomás viveu apenas um pouco mais de tempo do que o pai; é possível também que Tomás e Valter fossem a mesma pessoa, pois as fontes são incertas.
Havia ainda outro Tomás, fruto de um relacionamento extraconjugal de Alano com uma amante desconhecida, e seu nome é registrado por Mateus Paris. A Crônica de Melrose relata que após a morte do pai, ele liderou a rebelião do povo de Galloway e depois fugiu para a Irlanda, após os rebeldes terem sido derrotados pelo rei Alexandre II da Escócia. Ele foi casado com a filha de nome desconhecido de Ragnavaldo Guðrøðarson, rei de Mann e das Ilhas. Como uma forma de não ameaçar o direito à sucessão das irmãs, apesar de sua ilegitimidade, Tomás foi mantido preso por Dervorguila e João de Balliol em Barnard Castle até a velhice, quando foi solto, em 1296, pelo rei Eduardo I de Inglaterra. 
Alano foi casado, ao todo, cinco vezes; a sua quarta esposa foi Juliana, que, aparentemente, era uma parente muito próxima do marido, e sua quinta esposa foi Rosa de Lacy, filha de Hugo de Lacy, Conde de Ulster.

## Biografia

### Casamento
Dervorguila nasceu em Galloway, que na época era um sub-reino da Escócia cuja idioma era o gaélico, e portanto, é muito provável que a nobre tenha crescido falando gaélico, escocês, e inglês. Com base nos processos judiciais em que esteve envolvida, sabe-se que ela era instruída, provavelmente tendo recebido uma educação digna de alguém da sua posição social.

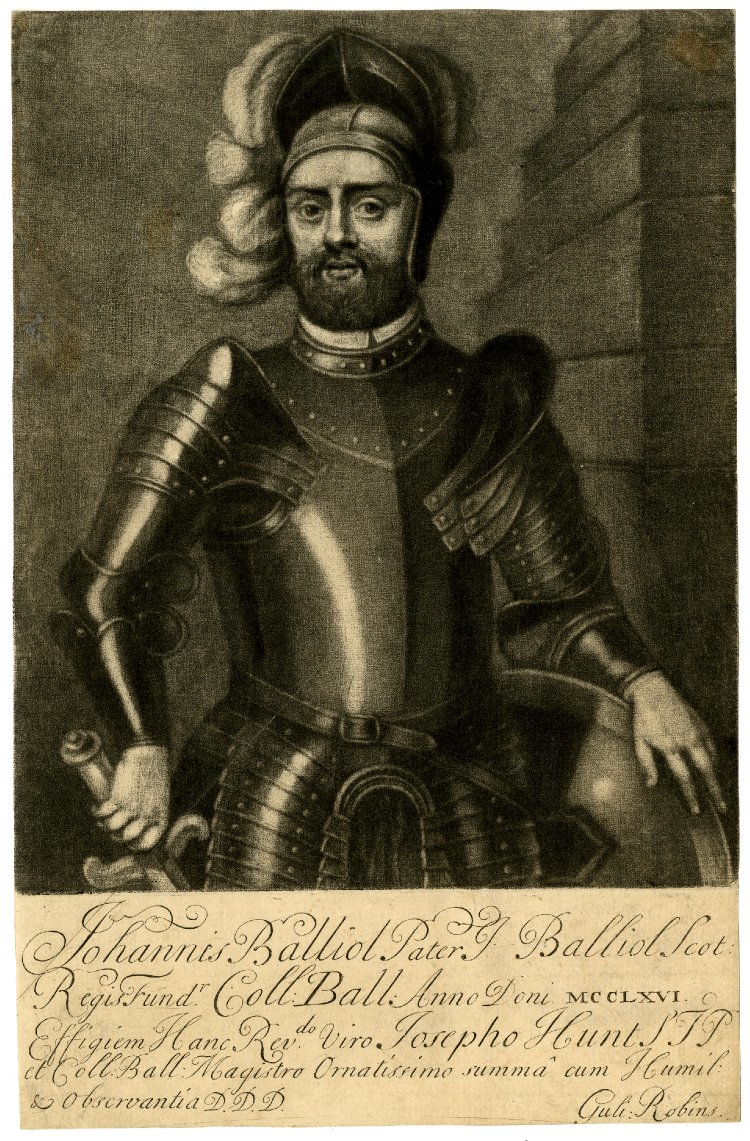
Retrato de João Balliol, c. 1731, por William Robins.

Alano de Galloway era um grande proprietário de terras, além de condestável da Escócia, então, é possível que o rei Alexandre II tenha intercedido nas negociações do casamento de Dervorguila com João de Balliol, o futuro 5.º Barão de Balliol, de Barnard Castle, hoje no condado inglês de Durham. Alternativamente, a união pode ter sido apoiada e encorajada pelo camareiro do rei, Henrique de Balliol, tio do noivo, como uma maneira de integrar o sobrinho na política escocesa. 
Dervorguila se casou, em 1233, quanto tinha 14 ou 15 anos, com João. Ele era filho de Hugo, Senhor de Balliol e Gainford, um apoiador do rei João de Inglaterra durante a Primeira Guerra dos Barões, e de sua esposa, Cecília de Fontaines. A família dele era de origem anglo-normanda que foi para a Inglaterra durante a Conquista normanda em 1006, e ainda possuía terras ancestrais em Bailleul, no Somme, na França.
Ela aparece ter se apaixonado profundamente pelo marido, que devia ter por volta de 15 anos na época do casamento. Eles tiveram dez ou onze filhos juntos.
Em 1229, João tornou-se o novo barão de Balliol após a morte do pai, e assim, Dervorguila se tornou a baronesa de Balliol.

### Herança
Após a morte do pai, em 2 de fevereiro de 1234, como não havia um filho legítimo como para herdar a fortuna, havendo apenas Tomás, que era ilegítimo e foi mantido preso pelo senhor e a senhora de Balliol,  Dervorguila e suas irmãs mais velhas, Helena e Cristiana, se tornaram as herdeiras de Galloway, segundo as leis feudais anglo-normandas e as tradições gaélicas, e as propriedades foram divididas entre elas. As três se tornaram as mulheres mais ricas do país. Por causa de sua herança, Dervorguila deixou as terras em Galloway para os seus descendentes da Casa de Balliol e do Clã Cumming, também conhecido como Comyn.
Dervorguila recebeu a metade de Troqueer e Drumflat, que rendia £12 por ano, com a outra metade pertencente à Helena de la Zouche, sobrinha de Dervorguila, e Rogério de Quincy. Ela gradualmente adquiriu a maior parte leste de Galloway, as terras situadas entre os rios Nith e Fleet, incluindo Kirkpatrick-Durham, Preston-under-Criffel, e os castelos de Lochfergus, Kenmure, além da fortaleza Balliol de Buittle, próxima a Dealbeattie, no vale do Rio Urr. A família também concedeu terras em Kirkgunzeon à Abadia de Holmcultram, no condado inglês da Cúmbria, por um aluguel de £10 ao ano.
Muito depois da morte de Dervorguila, o seu neto, Eduardo Balliol, em 1354, reivindicou, como parte de sua herança, as áreas de Galloway como: Kells (onde está localizado o Castelo de Kenmure), Balmaghie, Parton, Crossmichael e Burned Island (o lago Ken ou loch), o qual ele usou como uma fortaleza. A extensão de terras que a senhora de Balliol possuía cruzava até Wigtowshire, onde a família Balliol tinha propriedades nas paróquias de Kirkcolm, Stoneykirk (Milmain) e Glasserton (Kidsdale), assim como Outon em Farines, localizado ao norte de Whithorn. Ela também tinha posse das antigas paróquias Kinderloch e Kirkpatrick-Durham, conexões com o Priorado de Whithorn, e possuía a vila de Borgue, em Galloway, através de uma desistência, em 1282, de Roberto de Campania.
Além da herança de Galloway, ela ainda recebeu a herança da família Morville, a qual sua avó paterna pertencia, que compreendia Ayrshire, Lauderdale e Cunninghame, na Escócia, e propriedades em Lincolnshire, Northamptonshire, Cumberland e Westmorland, na Inglaterra. É possível que Dervorguila tenha usado Lauder como uma de suas residências na Escócia, segundo inquisições feitas em março de 1281 pelos agentes do rei Eduardo I. Em Ayrshire, ela tinha terras em Kilmarnock, Bondington e Harshaw.

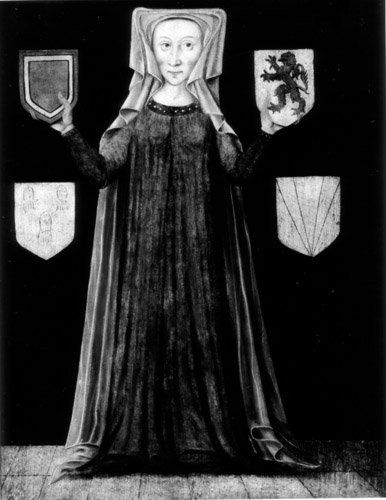
Dervorguila numa pintura do século XIX por Edward Price.

Graças a sua herança, ela pôde apoiar o marido na sua ascensão como um homem importante na política da Escócia e Inglaterra. João foi nomeado protetor do jovem rei Alexandre III da Escócia pelo rei Henrique III de Inglaterra, que era sogro de Alexandre. João também serviu como um dos conselheiros principais de Henrique de 1258 a 1265. Ele lutou pelo rei na Batalha de Lewes, em 1264, parte da Segunda Guerra dos Barões, onde foi capturado, mas conseguiu escapar.

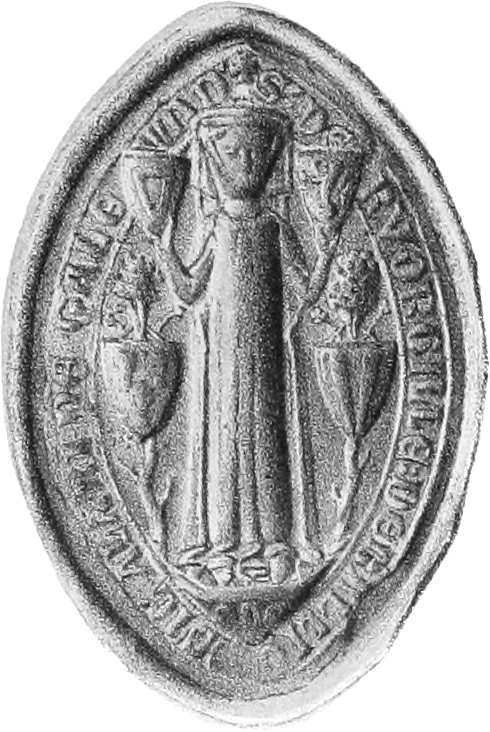
Sinete de Dervorguila anexado ao alvará de fundação de Balliol College. Em sentido horário: brasão pessoal como filha do Senhor de Galloway, os brasões da mãe, Margarida de Huntingdon, os brasões da madrasta, filha de Rogério de Lacy, e por fim, os brasões do marido, João.

### Fundações e legado
Em 1263, o marido dela se envolveu numa disputa por terras com Walter de Kirkham, o Bispo de Durham. O bispo acabou ganhando o conflito na corte, e João foi obrigado a fazer penitência pela sua transgressão, parte da qual envolvia fundação de uma faculdade Universidade de Oxford para pessoas carentes, a qual tornou-se conhecido como Balliol College. A instituição era formada por 20 alunos, que estudavam filosofia e matemática.

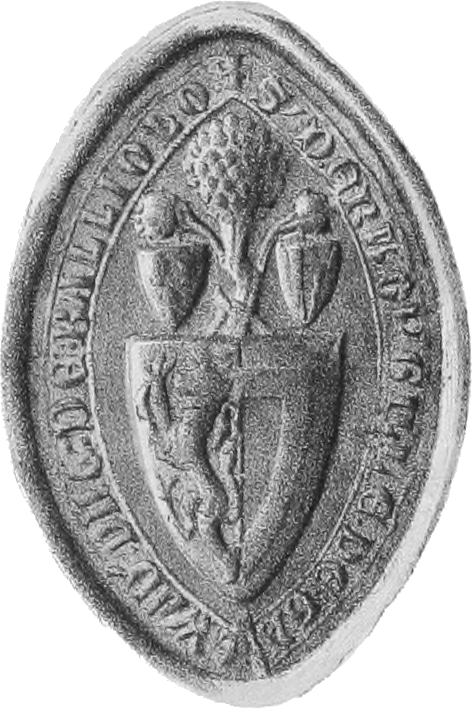
A parte de trás do sinete.

Como a fortuna de Dervorguila era superior à do marido, ela foi responsável por financiar e confirmar a fundação da faculdade após a morte do marido, em outubro 1268, com a bênção do bispo Walter. Em 1282, ela estabeleceu um fundo patrimonial permanente para o colégio, assim como os seus estatutos formais que permanecem até hoje, e o selo da faculdade. A instituição ainda retém o seu nome de Balliol College, onde a sociedade de História dos estudantes é chamada de "The Dervorguilla Society", e uma série de seminários anuais sobre mulheres na academia recebe o nome de "Dervorguilla Seminar Series". Embora uma missa de réquiem em latim tenha sido cantada no local para relembrar os 700 anos desde da morte de sua fundadora, acredita-se que foi cantado apenas uma vez, e que o mesmo não foi feito nos séculos anteriores.

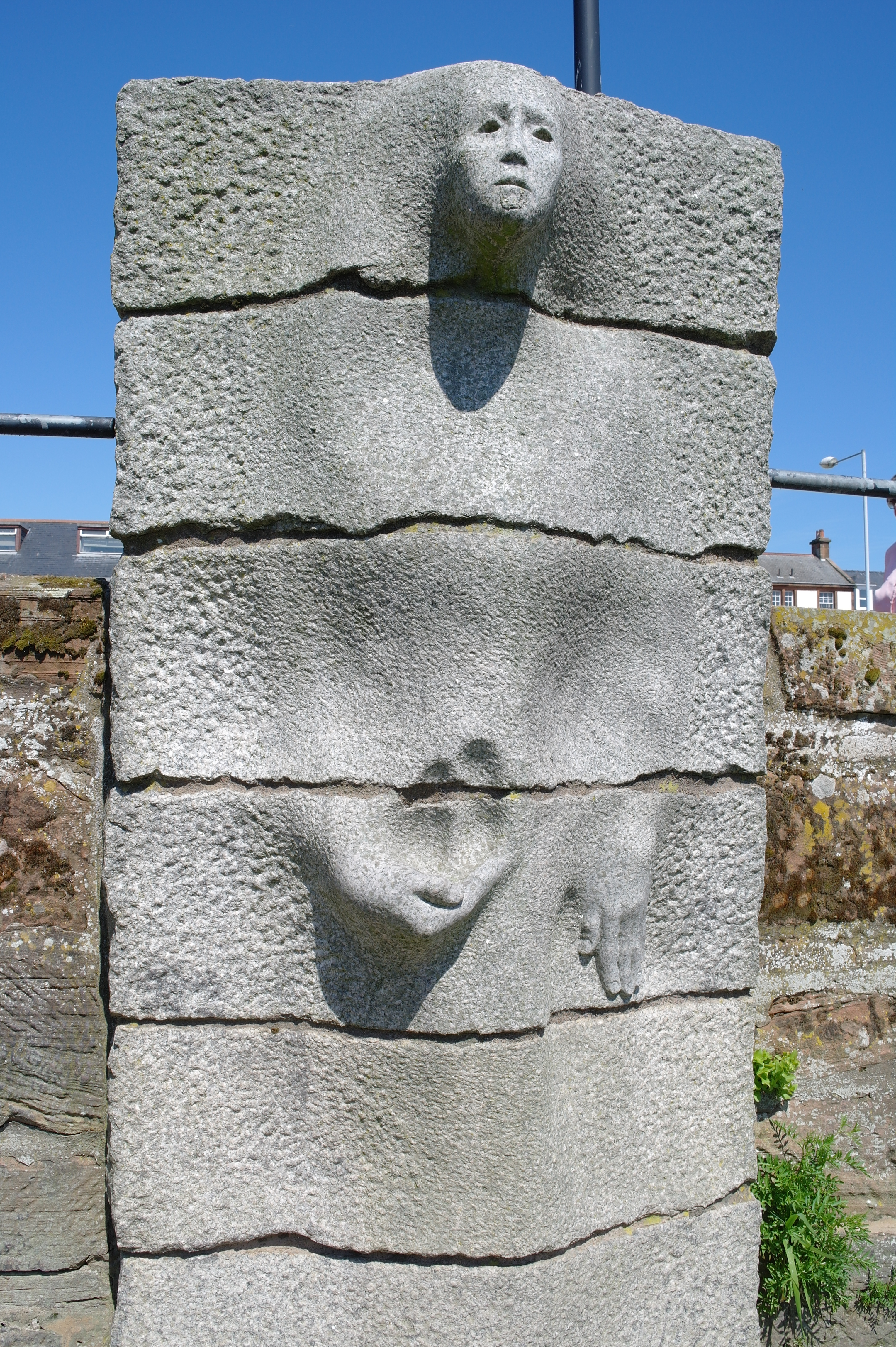
Escultura contemporânea que comemora o legado de Dervorguila, feita em 2010.

Outra de suas obras foi a construção duma ponte de madeira sobre o Rio Nith, em Dumfries e Galloway, mais tarde substituída por uma ponte de pedra no mesmo local, que ainda é conhecida como a Ponte de Dervorguila. 
Ela também pode ter sido responsável por fundar a primeira biblioteca em Dundee.
A senhora de Galloway fundou a Abadia do Doce Coração ou Sweetheart da Ordem de Cister, em 10 de abril de 1273, em memória do seu marido falecido, localizada à 12km de Dumfries Dumfries. Porque havia uma abadia mais antiga de nome Dundrennan à, aproximadamente, 48km de distância, essa foi chamada de Nova Abadia (New Abbey). O nome de Doce Coração se deve ao fato de que, após a morte de João, Dervorguila mandou que o seu coração foi embalsamado, e colocado numa urna de marfim esmaltada com enfeites de prata, que ela levava consigo para todos os lados, chegando até mesmo, às vezes, a servir comida para a caixa na mesa de jantar.

### Morte e sucessão
Dervorguila faleceu em 28 de janeiro de 1290, em Kempston, no condado de Bedfordshire. Caso tivesse vivido um pouco mais de tempo do que a Donzela da Noruega, poderia ter reivindicado o trono escocês para si, pois Margarida faleceu setembro de 1290, apenas oito meses depois da senhora de Balliol. O seu filho, João, por ser um dos mais novos, era destinado à Igreja, contudo, a morte dos irmãos mais velhos mudou sua posição social. Portanto, ele herdou a reivindicação ao trono e o senhorio de Galloway da mãe, além de 30 feudos na Inglaterra. Os nobres pediram a mediação do rei Eduardo I de Inglaterra na escolha do próximo monarca, o que resultou em João, que tinha a melhor reivindicação por ser o descendente da neta mais velha do rei Davi I.

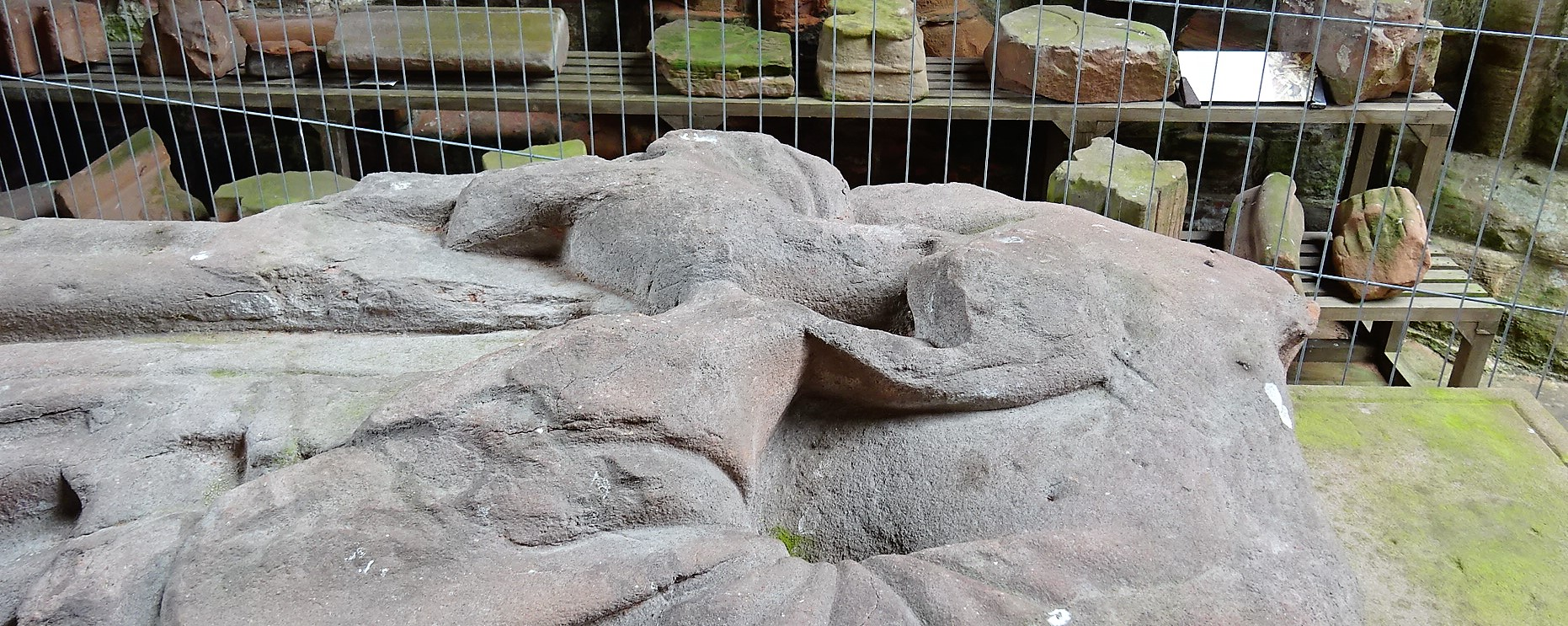
A efígie da nobre em que segura a urna com o coração do marido.

Quando ela morreu, a urna foi enterrada ao seu lado, e ela foi enterrada ao lado do marido. A abadia ainda existe, porém, em ruínas de arenito. As tumbas do casal foram perdidas, embora ainda exista presente a efígie de Dervorguila agarrando a urna do coração do marido. Em 2017, a efígie foi votada como um dos 25 objetos mais importantes que formaram a história da Escócia.

## Casos judiciais
De 1274 a 1275, João de Folkesworth moveu uma ação contra Dervorguila e outros em relação a uma moradia em Stibbington, em Northamptonshire. De 1275 a 1276, Roberto de Ferrers moveu uma ação contra ela em relação a uma casa em Repton, em Derbyshire.
Em 1280, os executores de Sir João Balliol, incluindo Dervorguila, processaram Alano FitzCount por cauda de uma dívida de £100 reivindicada pelos executores de Alano. No mesmo ano, lhes foi concedido o mandato de Tomás de Hunsingore  e outra na Inglaterra, estando ela em Galloway. Ainda em 1280, Dervorguila, Margarida de Ferrers, Condessa de Derby, Helena, viúva de Alano le Zouche, Alexandre Comyn, Conde de Buchan e sua esposa, Isabel, processaram Rogério de Clifford e sua esposa, Isabel, e Rogério de Laybourne e Idoina, sua esposa, em relação às mansões em Wyntone, King’s Meaburn, Appleby, and Brough-under-Stainmore e à fração da mansão de Kirkby Stephen, todas em Westmorland. Novamente em 1280, Dervorguila processou João de Veer por uma dívida de £24.
De 1280 a 1281, Laurence Duket denunciou Dervorguila e outros devido a uma cerca viva destruída em Cotingham, em Middlesex. Em 1288, a senhora de Galloway entrou num acordo com John, Abade de Ramsey, no tocante a um pesqueiro, em Ellington.

## Descendência
- Margarida Balliol (n. c. 1235)[21], não se casou e nem teve filhos;
- Sir Hugo Balliol (1237/40 - antes de 10 de abril de 1271),[22] sucedeu o pai como senhor de Bywell. Foi o segundo marido de Inês de Valence, mas não teve filhos;
- Alano Balliol (m. 1271/78),[23] aparece na reivindicação feita pelo irmão, João, como competidor pela coroa escocesa. Não se casou e nem teve filhos;
- Sir Alexandre Balliol (m. 13 de novembro de 1278),[24] sucessor do irmão como senhor de Bywell. Foi o primeiro marido de Leonor (sobrenome desconhecido), mas não teve filhos;
- Isabel Balliol (n. 1248)[25], não se casou e nem teve filhos;
- João da Escócia (c. 1249/50 - 25 de novembro de 1314), foi rei da Escócia de 1292 a 1296, casado com Isabel de Warenne, com quem teve dois filhos: Eduardo, que reivindicou o trono na Segunda Guerra de Independência da Escócia, e foi capaz apenas de governar algumas partes do país com a ajuda dos ingleses durante o período de 1352 a 1256, e Henrique, que morreu após ser ferido na Batalha de Annan,[26] na qual o irmão perdeu para a Casa de Bruce;
- Matilde Balliol (c. 1257 - após 1340)[27], foi a segunda esposa de Bryan FitzAlan de Bedale, nomeado Guardião da Escócia em 13 de junho de 1291. Teve duas filhas: Inês e Catarina.
- Cecília Balliol (m. antes de abril de 1273), foi casada com João de Burgh de Wakerley, com quem teve três filhas: Dervorguila, Avoisa e Marjorie;[28]
- Ada Balliol (m. após dezembro de 1283), foi esposa de Guilherme de Lindsey de Lamberton, com quem teve apenas uma filha, Cristiana;[29]
- Leonor Balliol, também chamada de Maria e Marjorie, que foi esposa de João Comyn II de Badenoch, "o Negro", um Guardião da Escócia e um dos seis regentes que serviriam a Margarida, a Donzela da Noruega, se ela tivesse chegado a se tornar rainha. Teve dois filhos: João Comyn, "o Vermelho", e Guilherme;[30]
- Guilherme Balliol, "Le Scott", pai de João LeScott. Algumas fontes, contudo, dizem que ele era provavelmente apenas um primo distante desta linhagem dos Balliol, e não um filho de Dervorguila e João;[31]